# 山崎汐莉
山﨑 汐莉（やまさき しおり 、2月18日-）は、日本の女優、声優である。茨城県出身。アミティープロモーション所属。

## 略歴
2013年10月、ワタナベエンターテイメントカレッジの声優タレントオーディション1期生に特待合格。2015年9月、ワタナベエンターテイメントカレッジを卒業。その後、アミティープロモーション所属。
2018年5月、和ユニット「強華権乱」玖珠下崇子として活動開始。

## 人物
幼少期は両親の薦めで子役オーディションに行く日々であったが、本人としては興味はなく、小学校と中学校ではおとなしい学校生活を送っていた。部活は文芸部に入部し、小説や詩を書く日々を送る。
高校に進学すると運動部以外で自分に出来るものとして、演劇部へ入部。ここで芝居というものに出会う。入部後は演技することに魅力を感じ、高校生活の3年間は演劇中心の生活を送る。
2010年には演劇部の顧問の先生の薦めで、平成21年度読み聞かせコンクール自由部門に出場し、茨城県教育委員会教育長賞を受賞。
高校卒業後は、大学に進学するが中退し、舞台女優や声優を目指し今に至る。

### 趣味
読書、ギター、オカリナ、ホラー系ゲーム。
詩や小説等の執筆

### 特技
ものまね、歌まね。

## 出演

### ドラマ
- もう一度君に、プロポーズ（2012年、TBS）
- 家族のうた（2012年、フジテレビ）
- スナーク狩り（2012年、TBS）
- 女優堕ち（2016年、BS朝日）

### アニメーション
- ぐんま縁結びネットワーク紹介アニメーション「婚活スイッチ」(石川プロ) - ナレーション／ナツミ 役

### 舞台
- NPO法人劇団クリエ15周年記念公演「金色姫ものがたり」（2008年10月19日、ひたちなか市民会館） - 召し使い 役
- えのもとぐりむのやわらかいパン（2015年4月28日 - 5月3日、下北沢GEKI地下リバティ） - 看護師 役
- あまもり（2015年4月1日 - 4月5日　東京芸術劇場シアターウエスト） - マウーン／シオ 役
- 新・八犬伝（2015年2月28日 - 2月29日　全労済ホール・スペースゼロ） - アンサンブル
- 七転び土に還る（2016年5月3日 - 5月6日　パルテノン多摩） - マリオンズA／貧民街住人 役
- 永遠の空（2016年6月29日 - 7月3日　新宿村LIVE） - 岡田典子 役
- 切羽（2016年11月18日 - 11月20日　ウッディシアター中目黒）- 紅 (くれない)役
- My Home＝home ground（マイホームグラウンド）2017（2017年6月26日 - 7月2日　下北沢「小劇場 楽園」） - 若宮 楓 役（女主人公）[1]

### ライブ
- EXTRA☆EDITION（2014年8月17日、赤坂ClubTENJIKU）
- 強華権乱 初ライブ（2018年5月6日、つくばクレオスクエアクレオ前広場）
- 強華権乱 ライブ2（2018年5月30日、渋谷キャメロットB3）
- 強華権乱 ライブ2（2018年6月3日、渋谷キャメロットB3）

### その他
- Neo‘a la carte（ネオアラカルト）vol.01 「ゴシック＆ロリータ　フェスティバル　Neo‘a la carte（ネオアラカルト）vol.01